# Se Sexo é o Que Importa, Só o Rock é Sobre Amor!
"Se sexo é o que importa, só o rock é sobre amor!" é o primeiro álbum de estúdio da banda de rock brasileiro Bidê ou Balde. Foi lançado em 2000 e produzido Charles "Cholly" Di Pinto e Bidê ou Balde, exceto as músicas Tudo Bem e Buddy Holly, produzidas por Raul Albornoz e Vinicius Tonello. A segunda faixa do álbum, é uma versão em português para a música Buddy Holly composta por Rivers Cuomo e gravada no primeiro álbum da banda norte-americana Weezer. 
A música E Por Que Não?, que após a gravação do Acústico MTV: Bandas Gaúchas, alguns anos depois, rendeu à banda processos com acusações de incentivo ao incesto e pedofilia e foi retirada do repertório dos shows.

## Faixas
| N.º            | Título                    | Compositor(es)                                     | Duração |  |
| 1.             | "Melissa"                 | Carlinhos Carneiro e Rafael Rossato                | 3:11    |  |
| 2.             | "Buddy Holly"             | Rivers Cuomo, versão de Carlinhos Carneiro         | 2:32    |  |
| 3.             | "Tudo Bem"                | Carlinhos Carneiro e Rafael Rossato                | 2:56    |  |
| 4.             | "E Por Que Não?"          | Carlinhos Carneiro e Rafael Rossato                | 4:23    |  |
| 5.             | "Sr. Promotor"            | Carlinhos Carneiro e Rafael Rossato                | 2:14    |  |
| 6.             | "(Eu Te Amo) Lucinda"     | Carlinhos Carneiro e Rafael Rossato                | 3:28    |  |
| 7.             | "Me Envergonha"           | Carlinhos Carneiro e Rafael Rossato                | 4:29    |  |
| 8.             | "Spaceball"               | Carlinhos Carneiro, Rafael Rossato e André Surkamp | 2:51    |  |
| 9.             | "Gerson"                  | Carlinhos Carneiro e Rafael Rossato                | 3:46    |  |
| 10.            | "Vamos Para Uma Excursão" | Carlinhos Carneiro e Rafael Rossato                | 2:32    |  |
| 11.            | "Vinheta"                 | Vinicius Tonello                                   | 0:12    |  |
| 12.            | "K-7"                     | Carlinhos Carneiro, Rafael Rossato e Leandro Sá    | 3:07    |  |
| 13.            | "Back to quinze"          | Carlinhos Carneiro, Rafael Rossato e André Surkamp | 3:01    |  |
| Duração total: | Duração total:            | Duração total:                                     | 38:42   |  |

## Bidê ou Balde
Como consta no encarte do CD:
- André Surkamp: Baixo Fender Jazz Bass, Baixo Fender Squire P-Bass, Baixo Hurricane Jazz Bass, maraca, vocais masculinos e palmas
- Carlinhos Carneiro: Vocais masculinos e eventuais interferências sonoras
- Katia Aguiar: Moog Micromoog Synthesizer, Roland Juno-106 Polyphonic Synthesizer, Yamaha DX7, Casio Vl-Tone, Casio SK-5 e vocais femininos
- Leandro Sá:Guitarra Fender Stratocaster, guitarra Danelectro 59-DC, guitarra Fernandes Vertigo Standard, guitarra Charvel Surfcaster, violão Sigma Guitars Martin & Co., Moog Micromoog Synthesizer, Roland Juno-106 Polyphonic Synthesizer, vocais masculinos e palmas
- Pedro Hahn: Bateria Peral Session Series
- Rafael Rossato: Guitarra Fernandes Vertigo Standard e guitarra Fender Stratocaster
- Vivi Peçaibes: Vocais femininos

## Créditos
- Produzido por: Charles "Cholly" Di Pinto e Bidê ou Balde, com exceção das músicas Tudo Bem e Buddy Holly, produzidas por Vinicius Tonello e Raul Albornoz
- Gravado no estúdio: ACIT, em Porto Alegre, de abril a agosto de 2000
- Técnico de Gravação: Vinicius Tonello
- Técnicos de Mixagem: Vinicius Tonello e Raul Albornoz
- Auxiliar de Estúdio: Luis Tonho
- Técnico de Masterização: Carlos Freitas, no estúdio Classic Masters, em São Paulo
- Direção artística: Raul Albornoz
- Capa: Fetter & Coelho
- Ilustrações: NIK
- Fotos: Marcelo Nunes
- Edição: ACIT, exceto Buddy Holly (FERMATA) e Vinheta (Direto)

Músicos adicionais
- Alexandre "Papel" Loureiro: Bateria (faixa 1 e 7), Palmas (faixa 2 e 5), Vocais (faixa 2), Técnico de bateria (faixa 1, 2, 3 e 7)
- Sandro Ribeiro: Bateria (faixa 4, 5, 6, 8, 9, 10, 12 e 13)
- Vinicius Tonello: Rhodes Seventy Three (faixa 3, 7 e 10), Korg Prophecy (faixa 3), Roland Juno-106 Polyphonic Synthesizer (faixa 7)